# Gilles Reithinger

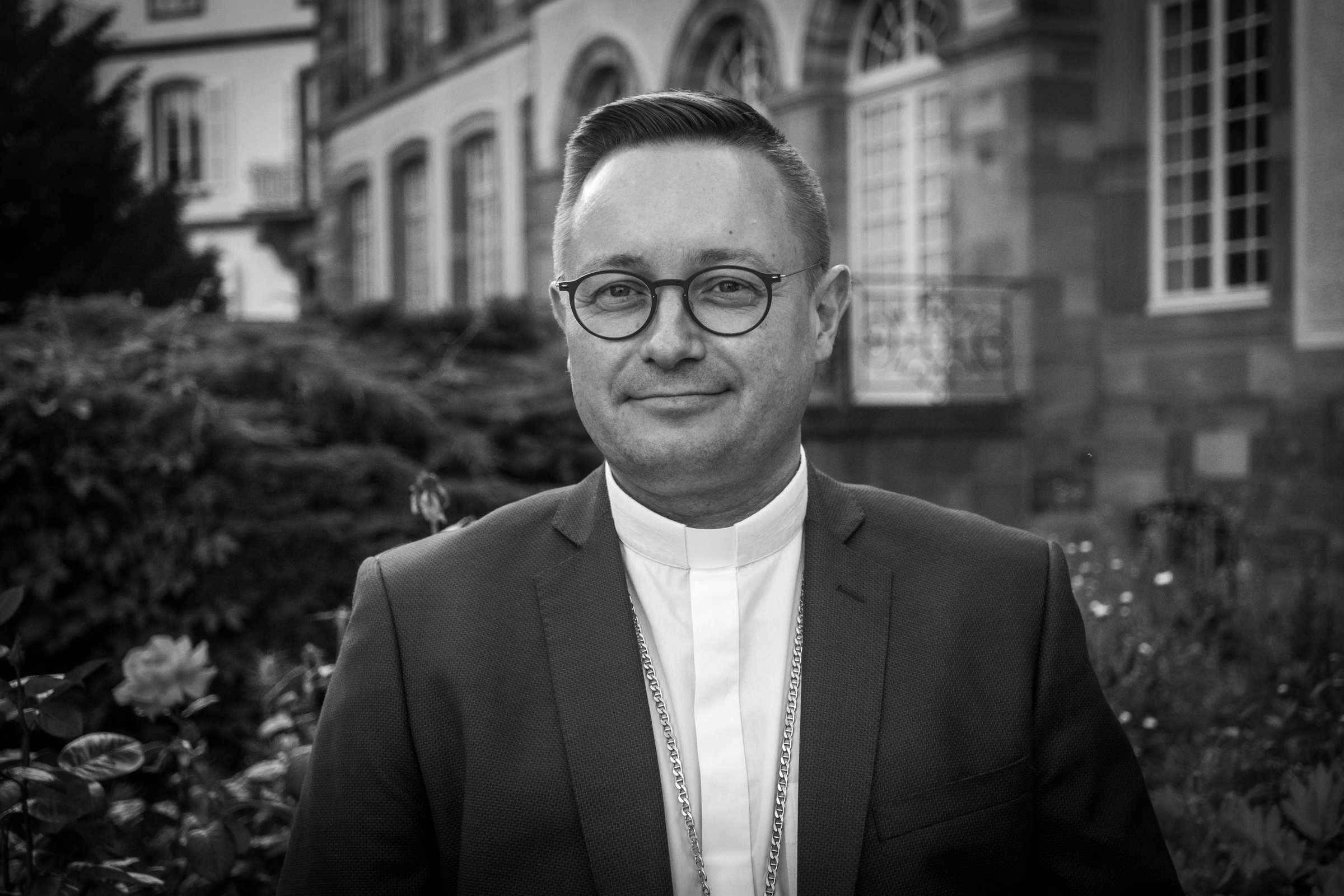
Gilles Reithinger (2021)

Bischofswappen von Gilles Reithinger

Gilles Reithinger MEP (* 25. November 1972 in Mülhausen, Elsass) ist ein französischer römisch-katholischer Geistlicher und emeritierter Weihbischof in Straßburg.

## Leben
Gilles Reithinger nahm zunächst ein Biologiestudium auf, trat dann aber in das Priesterseminar des Erzbistums Straßburg ein. Während des Studiums hielt er sich von 1994 bis 1996 in Madagaskar auf; in dieser Zeit reifte in ihm die Berufung zum Missionar. Er trat der Gemeinschaft der Pariser Mission bei. Nach der Rückkehr in die Heimat erwarb er 1997 an der Universität Marc Bloch in Straßburg das Lizenziat und im Folgejahr das Diplôme d’Études Supérieures Universitaires in Theologie. Am 21. Juni 1998 empfing er die Diakonats- und am 27. Juni 1999 die Priesterweihe als Mitglied der Pariser Mission für das Erzbistum Straßburg.
Nach kurzem Einsatz in der Pfarrseelsorge in Großbritannien war er bis 2001 Missionar in Singapur. Von 2004 bis 2010 war er Rektor der Kapelle des Stammhauses seiner Gemeinschaft in der Rue du Bac in Paris. Von 2010 bis 2016 war er Generalvikar seiner Gemeinschaft und bis 2013 zudem Superior des Pariser Konvents sowie Verantwortlicher für die kulturellen und pastoralen Aktivitäten der Pariser Missionare. Von 2013 bis 2016 leitete er den internationalen Kooperationsdienst seiner Gemeinschaft sowie den Freiwilligendienst für Senioren. Am 12. Juli 2016 wurde er zum Generalsuperior der Pariser Mission gewählt.
Papst Franziskus ernannte ihn am 26. Juni 2021 zum Titularbischof von Saint-Papoul und zum Weihbischof in Straßburg. Kardinalstaatssekretär Pietro Parolin spendete ihm am 4. Juli desselben Jahres im Straßburger Münster die Bischofsweihe. Mitkonsekratoren waren der Erzbischof von Straßburg, Luc Ravel CRSV, und der Erzbischof von Marseille, Jean-Marc Aveline.
Am 14. Februar 2024 nahm Papst Franziskus das vorzeitige Rücktrittsgesuch von Gilles Reithinger an.